# Phare de Punta Galera
Le phare de Punta Galera  (en espagnol : Faro Punta Galera) est un phare actif situé sur Punta Galera (en), (Province de Valdivia), dans la région des Fleuves au Chili.
Il est géré par le Service hydrographique et océanographique de la marine chilienne dépendant de la Marine chilienne.

## Histoire
Punta Galera est un promontoire de la côte ouest sur le 40e parallèle sud de l'océan Pacifique, juste au nord de Colún Beach (en) et au sud de Corral. Le premier phare a été établi en 1876. C'était une tour ronde en briques de 20 m de haut. 
Le phare actuel l'a remplacé. Malgré sa petite taille, c'est une lumière importante. Situé sur un cap important à environ 40 km au sud-ouest de Niebla, dans la Valdivian Coastal Reserve (en).

## Description
Le phare actuel est une tour cylindrique en fibre de verre, avec une galerie et une balise de 4 m de haut. La tour est peinte en blanc avec une bande rouge. Il émet, à une hauteur focale de 73 m, un éclat blanc par période de 12 secondes. Sa portée n'est pas connue.
Identifiant : ARLHS : CHI-018 - Amirauté : G1724 - NGA : 111-1536 .

### Lien connexe
- Liste des phares du Chili